# Phaenocarpa cristata
Phaenocarpa cristata är en stekelart som beskrevs av Szepligeti 1915. Phaenocarpa cristata ingår i släktet Phaenocarpa och familjen bracksteklar. Inga underarter finns listade i Catalogue of Life.